# Niclas Heimann
Niclas Thomas Heimann (* 12. März 1991 in Engelskirchen, Deutschland) ist ein deutscher Fußballspieler auf der Position eines Torwarts.

## Karriere

### Im Verein
Niclas Heimann spielte im Nachwuchs von Bayer 04 Leverkusen, bis er 2007 nach England zum FC Chelsea wechselte. Dort spielte er überwiegend in der U-18-Mannschaft des Clubs und begleitete gelegentlich als Ersatztorhüter das Reserveteam zu Spielen. Zur Saison 2010/11 wechselte er nach Österreich zu FC Red Bull Salzburg, wo er den Platz des dritten Torhüters einnahm und Spielpraxis bei den Red Bull Juniors Salzburg, der zweiten Mannschaft, sammeln sollte. 2012 wechselte er in die Niederlande zu VVV-Venlo und debütierte für den Klub am 5. Spieltag gegen NEC Nijmegen in der Eredivisie. Dies blieb in der Abstiegssaison sein einziger Pflichtspieleinsatz für die Niederländer.
Zur Saison 2013/14 verpflichtete ihn der FC Energie Cottbus, zu dessen Profikader er zwar gehörte, dort aber als dritter Torwart kein Spiel machte. Spielpraxis sammelte er in der zweiten Mannschaft von Energie, für die er elf Spiele in der Oberliga Nordost machte. Nach dem Abstieg der Profimannschaft aus der 2. Bundesliga wechselte Heimann im Sommer 2014 in die Regionalliga West zu Rot-Weiss Essen. Mit Essen gewann er 2015 und 2016 den Niederrheinpokal. 2017 wechselte er in der Liga zum SV Rödinghausen. Zur Saison 2020/21 wechselte er zum SSV Ulm 1846 in die Regionalliga Südwest. 2022 schloss er sich dem Ligakonkurrenten SGV Freiberg an.

### Nationalmannschaft
International lief er fünfmal für verschiedene DFB-Jugendnationalmannschaften auf. Am 24. März 2009 stand er im Spiel gegen Frankreich (Endstand 3:4) zum ersten Mal für die deutsche U-18-Auswahl zwischen den Pfosten. Es folgten vier weitere Spiele für die U-20-Mannschaft.

## Erfolge
- Niederrheinpokalsieger 2015 und 2016 mit Rot-Weiss Essen
- WFV-Pokal-Sieger: 2020/21 mit dem SSV Ulm 1846